# Departamento de Humanidades (Universidad Nacional del Sur)
El Departamento de Humanidades es uno de los 17 departamentos que constituyen la Universidad Nacional del Sur, localizada en la ciudad de Bahía Blanca, Argentina.

## Historia
Este departamento es fundacional de la universidad por lo que data de 1956, tiempo en el que disponía de dos carreras de grado la Licenciatura y el Profesorado en Letras, a las que inmediatamente se agregaron las de Licenciatura y Profesorado en Historia y varios años después, las de Licenciatura y Profesorado en Filosofía.  En 1975 con la intervención de la universidad por parte del rector Remus Tetu se clausuró el departamento. Al poco tiempo y con el único objetivo de que los alumnos pudieran concluir sus carreras, se reabrió el Departamento como parte de una Unidad Académica mayor, denominada Departamento de Ciencias Sociales, que agrupaba los ex-Departamentos de Humanidades, Geografía, Ciencias de la Administración y Economía. En 1980 recobraría su independencia administrativa.
En 2014 se dio comienzo al dictado de la Licenciatura en Ciencias de la Educación y fue incorporada a la estructura de éste departamento hasta el año 2020 cuando fue creado el Departamento de Ciencias de la Educación.

## Carreras
Las carreras de grado del departamento son las siguientes:
| Carreras de grado         | Duración |
| ------------------------- | -------- |
| Licenciatura en Filosofía | 5 años   |
| Licenciatura en Historia  | 5 años   |
| Licenciatura en Letras    | 5 años   |
| Profesorado en Filosofía  | 5 años   |
| Profesorado en Historia   | 5 años   |
| Profesorado en Letras     | 5 años   |